# Godrahalli, Koratagere
Godrahalli là một làng thuộc tehsil Koratagere, huyện Tumkur, bang Karnataka, Ấn Độ.